# Nakamura Yuya
Yuya Nakamura (sinh ngày 22 tháng 6 năm 1987) là một cầu thủ bóng đá người Nhật Bản.

## Sự nghiệp câu lạc bộ
Yuya Nakamura đã từng chơi cho Honda, Kyoto Sanga FC và V-Varen Nagasaki.